# Poncjusz
Poncjusz – imię męskie pochodzące od rzymskiej nazwy rodowej, prawdopodobnie wywodzącej się od nazwy starożytnej krainy Pont w Azji Mniejszej. Z kolei jej nazwa być może pochodziła od greckiego słowa  ποντος (pontos) – "morze". Zupełnie inną etymologię podaje m.in. Encyclopaedia Britannica oraz New Catholic Encyclopedia. Według tych dzieł przydomek Poncjusz pochodzi od rodu Pontiów, należącego do italskiego ludu Samnitów. Świętych o tym imieniu było kilku, wśród nich:
- św. Poncjusz z Kartaginy, diakon, męczennik (III wiek).
- św. Poncjusz z Cimiez, senator rzymski, męczennik (III wiek).

Poncjusz imieniny obchodzi 8 marca.
Znane osoby noszące imię Poncjusz:
- Pontus Hanson (1884–1962) – szwedzki piłkarz wodny oraz pływak; srebrny medalista olimpijski ze Sztokholmu

Zobacz też:
- Poncjan
- Poncjusz Piłat
- Saint-Pons-la-Calm
- Saint-Pons-de-Thomières